# Marsilac
Marsilac est un district situé dans la région sud de la municipalité de São Paulo et administré par la sous-préfecture de Parelheiros. Son nom est un hommage à l'ingénieur José Alfredo Marsilac, qui a développé plusieurs techniques pour la construction de routes et de tunnels, bien qu'il ait perdu au total 99% de sa vision en raison d'une bombe lors de la révolution de 1932.

## Formation
La formation du district est principalement due à la construction de la branche Mairinque - Santos de l'Estrada de Ferro Sorocabana, inaugurée en 1935. Il y avait trois gares dans le quartier : Rio de Campos, Evangelista de Souza et Engenheiro Marsilac. Cette dernière gare portait le nom d'Embura lors de sa construction, mais elle a été inaugurée en 1934 déjà sous le nom d'Engenheiro Marsilac, qui viendrait nommer le quartier environnant et plus tard le quartier lui-même, en l'honneur de l'un des ingénieurs qui a conçu le succursale du chemin de fer, José Alfredo de Marsillac.
Jusqu'en 1935, la région appartenait à la municipalité de Santo Amaro, qui était annexée à São Paulo. La partie la plus au sud-est du district, le quartier Evangelista de Souza, marqué par la Serra do Mar, le chemin de fer Mairinque-Santos et la rivière Capivari, appartenait jusqu'en 1944 à la municipalité de São Vicente, puis a été transféré au district de Parelheiros, et aussi faire partie de la capitale de São Paulo.

## Géographie

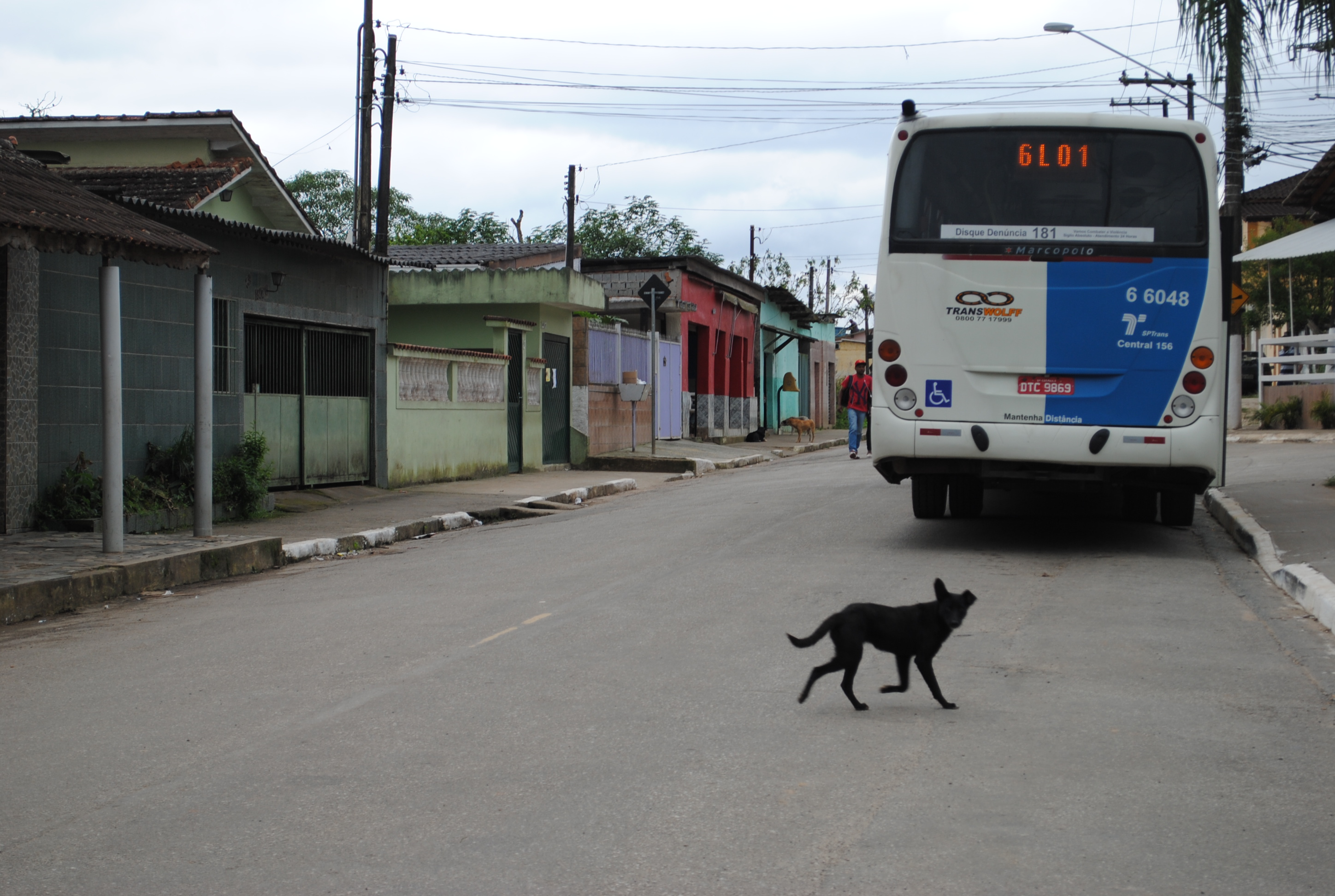
Rue à Marsilac

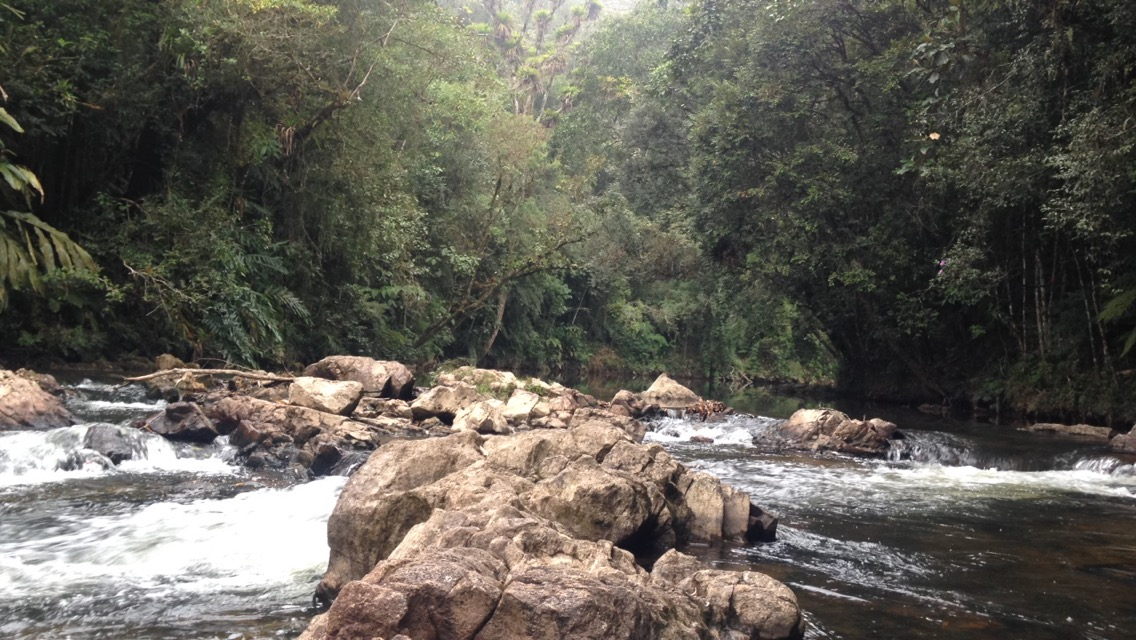
Cascade près du district

### Limites
- Nord : district de Parelheiros
- Sud : municipalités d'Itanhaém et de São Vicente.
- Est : municipalité de São Bernardo do Campo
- Ouest : municipalités de Juquitiba et Embu-Guaçu.

Située près de la Serra do Mar, presque entièrement rurale, elle possède la plus grande zone territoriale de la ville de São Paulo, équivalente à toute sa zone centrale. Il a également la plus faible densité de population de tous les districts, dont une grande partie est couverte par des réserves de la forêt atlantique, dans la zone de protection de l'environnement municipale de Capivari-Monos.
A environ 7 km du centre du quartier, les riverains disposent d'une cascade, où il est possible de pratiquer quelques sports, comme le bouée cross, le stand up paddle, l'esquive et le water ball. Même le week-end, vous pouvez programmer un moment pour descendre la tyrolienne.
C'est le quartier le plus reculé de la capitale, situé à environ 50 kilomètres de Praça da Sé et entre 20 et 30 kilomètres de l'océan Atlantique. Il borde les municipalités de São Bernardo do Campo, São Vicente, Itanhaém, Juquitiba et Embu-Guaçu. De ses limites sud, il est possible d'avoir une vue sur la mer en certains points. Il abrite une petite zone de la municipalité située au niveau de la mer, située dans la petite vallée de la rivière Capivari, accessible par Itanhaém et par le quartier Emburá, en empruntant un sentier interdit par Funai et la parc d'État de Serra do Mar - Núcleo Curucutú.

### Climat
Le climat de Marsilac est considéré comme subtropical humide (Cfa selon la classification climatique de Köppen-Geiger), avec les quatre saisons de l'année relativement définies. Les étés sont doux avec des précipitations et les hivers sont frais avec peu de précipitations. Tout au long de l'année, normalement, la température minimale des mois les plus froids est de 12 °C et la température maximale des mois les plus chauds est de 27 °C et elles sont rarement inférieures à 6 °C ou supérieures à 31 °C.
Ce quartier est connu pour être l'un de ceux qui ont les températures minimales et maximales les plus basses pendant les mois d'automne et d'hiver dans la capitale de São Paulo. Aux premières heures du 30 juillet 2021, lors du passage d'une intense masse d'air polaire, un impressionnant -2,9 °C dans le quartier d'Engenheiro Marsilac; pendant la même période, seulement 4,3 ° C ont été enregistrés à la station météorologique INMET de Mirante de Santana, qui est proche du centre-ville. Cette différence de température se produit car Marsilac est situé dans une région extrêmement végétalisée et proche de la Serra do Mar, contrairement aux zones plus au nord de la capitale.

## Tourisme à Marsilac
Dans la zone de protection de l'environnement APA Capivari Monos du pôle écotouristique de São Paulo, la CASCADE de MARSILAC est formée par la rivière Capivari. La cascade a été utilisée à des fins de loisirs par des centaines de personnes pendant plus d'un siècle, selon les rapports d'anciens résidents et ouvriers de l'Estrada de Ferro Mairinque-Santos qui traverse le territoire, ayant été inauguré en 1938. En raison de son emplacement privilégié, à quelques mètres de la route Capivari, la cascade a reçu une énorme quantité de visites sans contrôle ni organisation, ce qui a généré une série d'impacts socio-environnementaux négatifs tels que de grandes quantités d'ordures jetées, accidents mortels, engorgement des accès.
Actuellement, il dispose déjà d'infrastructures et de services pour aider les visiteurs, consistant en un parking pouvant accueillir jusqu'à 50 véhicules, des vestiaires, des services minimaux de sauveteur et d'orientation du public, et des activités EcoAdventure telles que des sentiers, des descentes en rappel, Tyrolienne, bouée cross, Sup entre autres.

## Quartiers
- Banhado
- Bela Vista
- Capivari
- Cipó do Meio
- Chácara Sanni
- Embura
- Parque Florestal Paulista
- Chácara Galo Azul
- Parque Internacional
- Chácara Itajaá
- Mambu
- Engenheiro Marsilac
- Evangelista de Sousa
- Gramado
- Jardim dos Eucaliptos
- Paiol
- Ponte Alta[8]

## Infrastructure
La zone qui comprend le quartier de Marsilac équivaut à 1/8 de l'ensemble du territoire de la capitale de São Paulo et abrite environ 10 (dix) mille habitants, cependant, même avec cela, le quartier de l'extrême sud de São Paulo n'a pas de services de base tels que le pavage et l'hôpital, ainsi que les eaux usées et l'eau traitée, c'est-à-dire que les habitants y boivent encore l'eau des puits artésiens et évacuent leurs eaux usées dans des fosses septiques, selon les données enregistrées fin 2016, et, à part ça, il y a plus de 60 kilomètres du centre-ville. À l'exception de la zone centrale du quartier, le reste est conçu comme une zone rurale et de protection de l'environnement. Les raisons apparentes pour expliquer tout cela sont qu'il existe des règles pour préserver ce qui est considéré comme le patrimoine de la ville, qui finissent par empêcher le quartier de se développer et de progresser même dans les services de base nécessaires à la survie de tout être humain. Même les terres où vivent les résidents ne peuvent pas être régularisées.

## Curiosités

### Cinéma
Dans ce quartier Carrossel: O Filme a été produit au camp de PanaPaná.